# Heinz Brenner (Widerstandskämpfer)
Heinz A. Brenner (* 15. September 1924 in Landshut; † 24. April 2008 in Leutkirch) war als Schüler Mitglied der „Ulmer Abiturientengruppe“ in der Zeit des Nationalsozialismus. Als Soldat im Zweiten Weltkrieg desertierte er aus Gewissensgründen.

## Leben
Heinz Brenner besuchte ab 1935 das Ulmer Humanistische Gymnasium. Dort, am Humboldt-Gymnasium Ulm, gehörte er mit seinen Klassenkameraden Franz J. Müller, Heinrich Guter, Hans Hirzel und Walter Hetzel zu einem festen Kreis, der dem Nationalsozialismus skeptisch gegenüberstand. Als 1939 der Religionsunterricht an Schulen verboten wurde, besuchten die katholischen Schüler der Gruppe außerschulisch organisierten Religionsunterricht. Ein Pater und Mitglied des Missionsordens der „Weißen Väter“ machte sie mit dem Denken von Thomas von Aquin vertraut, was die Schüler zu Überlegungen und Diskussionen über den gerechten bzw. ungerechten Krieg, über freiwilligen und erpressten Eid führte. Die Jungen folgerten, dass Hitlers Krieg ein ungerechter Angriffskrieg sei und dass ein Christ mit der Teilnahme an einem ungerechten Krieg schwere Schuld auf sich lade; diese werde auch durch den Eid auf den Führer nicht gemildert, da der erpresst sei. Die Jugendlichen bildeten in dem Kreis ein konsequent moralisches Denken heraus, das auf einem christlich-humanistischen Weltbild beruhte.
Heinz Brenner bildete mit anderen katholischen Jungen eine eigene Widerstandsgruppe, um diese religiösen Einsichten umzusetzen. Zusammen mit Walter Hetzel übertrug er Briefe des Münsteraner Bischofs Clemens August Graf von Galen, in denen dieser sich gegen die unmenschlichen Praktiken des NS-Staates, wie die Verfolgung polnischer Katholiken und die Ermordung behinderter Menschen wandte, auf Vervielfältigungsmatrizen, um sie dann in konspirativer Weise in Briefkästen zu verteilen. Dazu unternahmen die Schüler als Wanderausflüge getarnte Fahrten. Um ihre Spur zu verwischen – Brenners Vater war Mitglied der NSDAP – warfen die Jungen die Briefe hauptsächlich in Stuttgart ein, einige auch in Ulm, unter anderem bei den Eltern von Hans und Sophie Scholl.
Mit seinem Freund Hans Hirzel nahm Brenner Kontakt zu einem polnischen Zwangsarbeiter auf, um mehr über den Überfall auf Polen zu erfahren; der NS-Propaganda schenkte er kein Vertrauen.
Nach seinem Notabitur 1942 wurde Heinz Brenner zum Reichsarbeitsdienst und dann zur Wehrmacht eingezogen. Die Grausamkeiten deutscher Soldaten an russischen Zivilisten und Soldaten empörten ihn. Er verweigerte den Befehl, einen verwundeten russischen Soldaten, der mit erhobenen Händen auf ihn zukam, zu erschießen. Heinz Brenner wollte nicht weiter mitschuldig werden. Er desertierte am 7. Oktober 1944 während eines Genesungsurlaubs in Deutschland. Er versteckte er sich bis zum Kriegsende im Mai 1945 bei Freunden in und um Ulm. Dabei nutzte er das Netzwerk, das er sich als Schüler aufgebaut hatte.
Nach Kriegsende wandte sich Brenner von der neu entstandenen Bundesrepublik Deutschland ab, als er erkannte, dass ehemalige Nationalsozialisten wieder zu Amt und Würden kamen. Als Widerstandskämpfer erhielt Brenner ein Stipendium für ein Jurastudium in der Schweiz, das er mit einer Promotion abschloss. Bis zu seiner Pensionierung arbeitete er in Basel beim Pharmaunternehmen Ciba-Geigy.
1992 veröffentlichte Heinz Brenner seine Erinnerungen unter dem Titel Dagegen: Bericht über den Widerstand von Schülern des Humanistischen Gymnasiums Ulm/Donau gegen die deutsche nationalsozialistische Diktatur.
Heinz Brenner starb am 24. April 2008 in seinem Haus in Leutkirch.

## Gedenken
Heinz Brenner wird in der Gedenkstätte Ulmer DenkStätte Weiße Rose porträtiert. Ein Wagen der Straßenbahn Ulm trägt seinen Namen, ebenso seit 2010 ein Weg im Wohngebiet Lettenwald im Ulmer Stadtteil Böfingen.

## Schriften
- Dagegen. Bericht über den Widerstand von Schülern des Humanistischen Gymnasiums Ulm/Donau gegen die deutsche nationalsozialistische Diktatur. Roth, Leutkirch 1992, ISBN 3-9800035-4-X.